# Asplundia albicarpa
Asplundia albicarpa är en enhjärtbladig växtart som beskrevs av Barry Edward Hammel. Asplundia albicarpa ingår i släktet Asplundia och familjen Cyclanthaceae. Inga underarter finns listade.